# Welsh International 1968
Die Welsh International 1968 fanden vom 23. bis zum 24. November 1968 in St. Athan statt. Es war die 19. Auflage dieser internationalen Meisterschaften von Wales im Badminton.

## Titelträger
| Disziplin    | Sieger                            |
| ------------ | --------------------------------- |
| Herreneinzel | Howard R. Jennings                |
| Dameneinzel  | Angela Dickson                    |
| Herrendoppel | Mike Tredgett A. Finch            |
| Damendoppel  | J. Masters R. Gerrish             |
| Mixed        | Howard R. Jennings Angela Dickson |